# Креспі-д'Адда
Креспі д'Адда (італ. Crespi d'Adda)  — селище та хутір (фраціоне) у Північній Італії, у муніципалітеті Капріате-Сан-Джервазіо провінції Бергамо, Ломбардія. Це історичне поселення та видатний приклад «мономіст» 19-го і початку 20-го століття, побудованих в Європі і Північній Америці освіченими промисловцями для задоволення потреб робітників їх підприємств. Ділянка, як і раніше недоторкана і частково використовується для промислових цілей, незважаючи на мінливі економічні та соціальні умови, які загрожують її виживанню. З 1995 року селище було включене ЮНЕСКО в список Світової спадщини.

## Історія

### 19 століття

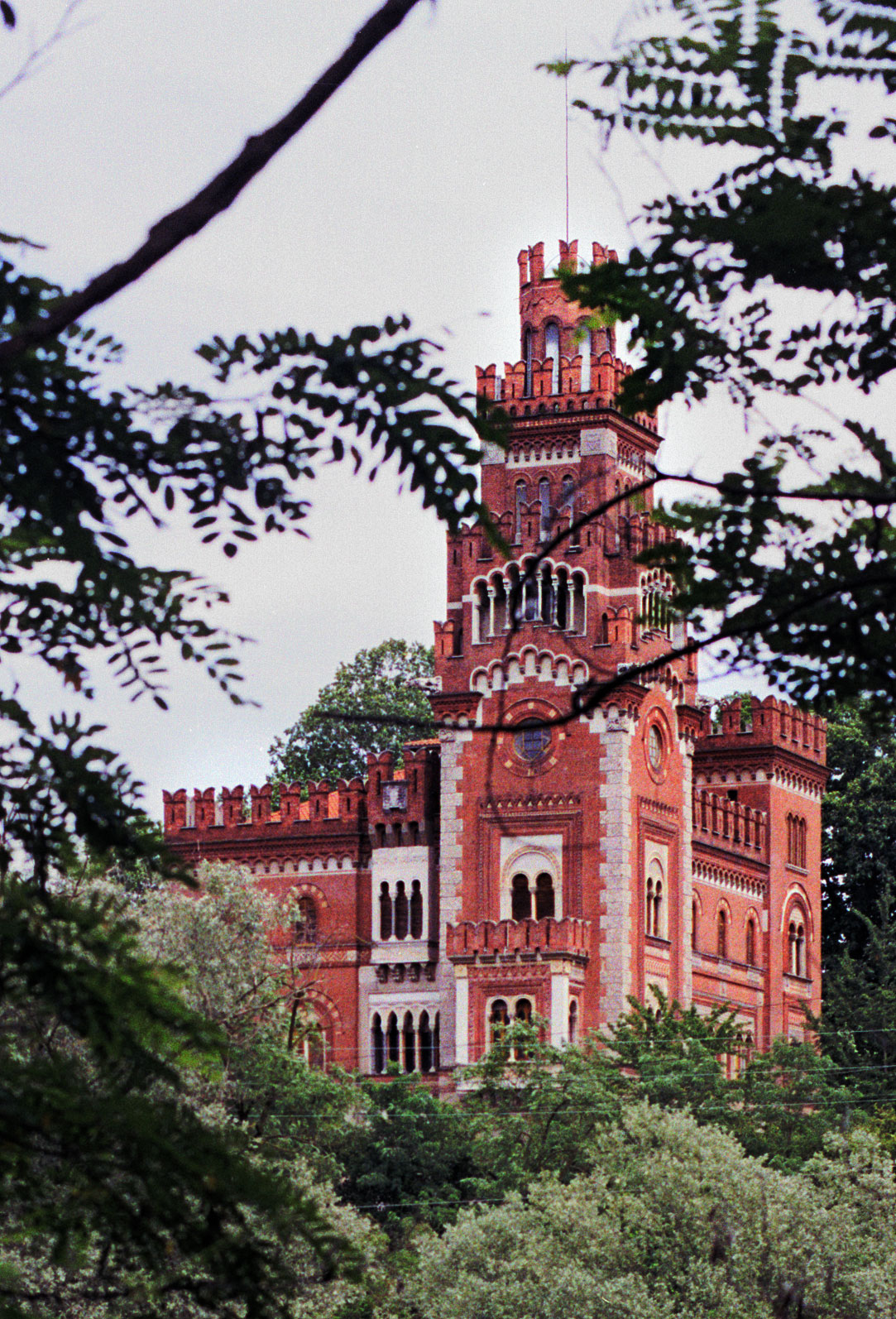
Замок Креспі

У 1869 році Кристофоро Беніньо Креспі, виробник тканин з Бусто-Арсіціо (Варезе), купив 1 км долини між річками Брембо і Адда, на південь від Капріате-Сан-Джервазіо, з метою встановити бавовняний комбінат на березі Адда.
Кристофоро Креспі впровадив найсучасніші на той момент прядильні, ткацькі і оздоблювальні процеси на своєму бавовняному комбінаті. Для його підприємств була побудована гідроелектростанція в Треццо на річці Адда всього в декількох кілометрах вгору, була побудований приблизно в 1906 році. У селищі, яке було побудоване 1878 року поряд з бавовняним комбінатом забезпечувало робітників житлом і соціальними послугами, такими як клініка, школа, театр, цвинтар, помивочним комплексом і церквою.
Місто і завод освітлювались електричним світлом. Селище Креспі д'Адда було найпершим селом в Італії з сучасним вуличним освітленням. Житлові будинки робітників, натхнені англійським стилем, вишикувані вздовж паралельними дорогами на схід від фабрики. Виробничу зону від житлової забудови відділяє авеню з деревами, а сама житлова забудова у плані схожа на шахівницю . Вся архітектура і містопланування (за винятком першого прядильного цеха, створеного інженером Анджело Колла), була представлена архітектора Ернесто Піровано. Близько п'ятдесяти років Піровано, за допомогою інженера П'єтро Брунаті, керував будівництвом селища.
У 1889 році син Кристофоро, Сільвіо Беніньо Креспі, став директором фабрики після того, як певний час жив у Олдемі, Англія. Він відмовився від великих багатоквартирних блоків на користь односімейних будинків з власним садом, які він вважав такими, що сприяють гармонії і захисту від промислових суперечок. Він запровадив цю політику на практиці 1892 року і наступні роки вона мала успіх, адже протягом 50 років управління фабрикою Креспі на ній не було страйків або інших форм соціальних заворушень.

### 20 століття
Велика депресія 1929 року і сувора фашистська фіскальна політики змусили родини продати фабрику та місто STI («Італійському текстильному підприємству»), яке передало його компанії Rossarl e Varzi company 1970 р. Потім місто перейшло до Legler company, яка продала більшість будинків. Останнім володіла Polli industrial group, на яку працювали близько 600 осіб, порівняно з 3200, зайнятими у роки максимальної активності.

### 21 століття
На початку 21 ст. в селі проживала громада, яка значною мірою є нащадками початкових робітників. Фабрика припинила роботу тільки в 2004 році.
В жовтні 2013 року було оголошено, що італійський бізнесмен (та колишній футболіст) Антоніо Перкассі купує Креспі д'Адда, щоб перетворити його на головний офіс Percassi Business group, науково-дослідницький та культурний центр, а також штаб-квартиру нового фонду Antonio Percassi Family Foundation.

## Географія
Село розташоване на східному березі річки Адда, поруч з кордонами провінції Бергамо з Міланом, на південь від Капріате-Сан-Джервазіо. Інші найближчі населені пункти — Треццо-сулл'Адда, Брембате, Вапріо-д'Адда і Каноніка-д'Адда. Селище розташовано у 19 км від міста Бергамо і його аеропорту, 30 км від Монца і 47 від Мілана. Найближчий виїзд на автобан «Капріате» за 2 км на північ і є частиною автомагістралі A4 Турин — Трієст.

## Галерея
|                            |
| Вид на бавовняний комбінат |

|                            |
| Будинок робітника з садом. |

|               |
| Селищна школа |

|                |
| Цвинтар селища |

|                                          |
| Мавзолей родини Креспі. Фото Паоло Монті |

|                                   |
| Труба комбінату. Фото Паоло Монті |